# Osvaldo Peredo Leigue
Osvaldo Peredo Leigue   (Trinidad, 1941 - Santa Cruz de la Sierra, 12 de gener de 2021) va ser un metge, polític i líder revolucionari bolivià que va viure a Santa Cruz de la Sierra, on va ser regidor municipal.

## Biografia
Peredo va néixer a la ciutat de Trinidad, al departament de Beni, i va créixer fortament influït pels seus germans grans, Inti Peredo i Coco Peredo, que van ajudar a fundar el Partit Comunista de Bolívia i es van unir a la Guerrilla de Ñancahuazú liderada pel Che Guevara. Després de rebre formació mèdica inicial, Peredo va marxar a la Universitat Patrice Lumumba de Moscou, on va rebre formació mèdica avançada. En tornar a Bolívia, després de la mort del Che Guevara el 1967, es va convertir en un dels líders del moviment d'esquerres fundant la Guerrilla de Teoponte el 1969. Peredo va ser dels pocs que van aconseguir escapar a Xile. El novembre de 1970, Salvador Allende, després d'assumir la presidència de Xile, va indultar Peredo i els altres supervivents.
Mentre practicava la medicina com a guerriller, Peredo va posar en pràctica l'ús de la hipnosi com a teràpia, tant per al control del dolor com per a combatre el trauma psíquic. Va desenvolupar una hipòtesi similar a la teoria de l'«eneagrama» de L. Ron Hubbard en dianètica, és a dir, que els records dolorosos passats poden ser la font d'una malaltia present.
El 1997, Peredo es va unir al Moviment al Socialisme (MAS) i, poeteriorment, va treballar activament per a l'elecció d'Evo Morales com a president de Bolívia. El 2006 Peredo va ser elegit regidor del Consell Municipal de Santa Cruz de la Sierra. El 2015 es va desencantar amb el MAS i va afirmar que els elements «dretosos» del partit estaven subvertint la missió de canvi social. El 2020, però, Peredo es va reincorporar al MAS.

## Obra publicada
- Volvimos a las montañas (Eda, 2003)[8]